# Geringter Raum
Ein geringter Raum ist ein Konstrukt aus den mathematischen Teilgebieten der algebraischen Geometrie und der Funktionentheorie. Ein geringter Raum besteht aus einem topologischen Raum und einer Menge kommutativer Ringe, deren Elemente man als Funktionen auf den offenen Mengen des Raumes verstehen kann.

## Definition

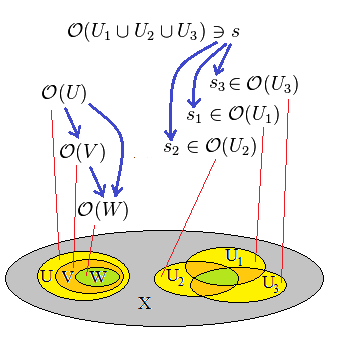
Zur nebenstehenden Definition

Ein geringter Raum ist ein topologischer Raum {\displaystyle X} zusammen mit einer Garbe {\displaystyle {\mathcal {O}}} kommutativer Ringe auf {\displaystyle X}, das heißt:
- Für jede offene Menge {\displaystyle U\subset X} ist ein Ring {\displaystyle {\mathcal {O}}(U)} gegeben, den man auch als {\displaystyle \Gamma (U,{\mathcal {O}})} schreibt.
- Sind {\displaystyle U\supset V} offene Teilmengen von {\displaystyle X}, so gibt es einen Ringhomomorphismus {\displaystyle r_{U,V}:{\mathcal {O}}(U)\rightarrow {\mathcal {O}}(V)}, so dass
  - Für offene Mengen {\displaystyle U\supset V\supset W} gilt {\displaystyle r_{U,W}=r_{V,W}\circ r_{U,V}},
  - Für jede offene Menge {\displaystyle U\subset X} gilt {\displaystyle r_{U,U}=\mathrm {id} _{{\mathcal {O}}(U)}},
- und {\displaystyle (X,{\mathcal {O}})} erfüllt die Garbenbedingungen: Für jede offene Menge {\displaystyle U\subset X} und jede offene Überdeckung {\displaystyle (U_{i})_{i\in I}} von {\displaystyle U}, das heißt {\displaystyle U=\textstyle \bigcup _{i\in I}U_{i}}, und für Elemente {\displaystyle s_{i}\in {\mathcal {O}}(U_{i})} mit {\displaystyle r_{U_{i},U_{i}\cap U_{j}}(s_{i})=r_{U_{j},U_{i}\cap U_{j}}(s_{j})} für alle {\displaystyle i,j\in I} gibt es genau ein {\displaystyle s\in {\mathcal {O}}(U)} mit {\displaystyle r_{U,U_{i}}(s)=s_{i}} für alle {\displaystyle i\in I}.

Die Homomorphismen {\displaystyle r_{U,V}} nennt man Restriktionen, da es sich in vielen Anwendungen tatsächlich um Einschränkungen von Abbildungen handelt, wie in den untenstehenden Beispielen klar werden wird. Sind die Garbenbedingungen nicht erfüllt, so liegt nur eine Prägarbe von Ringen vor.
Die Garbe {\displaystyle {\mathcal {O}}} heißt Strukturgarbe des geringten Raums. Hat man es mit mehreren geringten Räumen zu tun, so kann man zur besseren Unterscheidung {\displaystyle {\mathcal {O}}_{X}} schreiben, um die Zugehörigkeit zum topologischen Raum deutlich zu machen.
Man kann obige Definition auf eine topologische Basis einschränken, indem die Ringe {\displaystyle {\mathcal {O}}(U)} und Restriktionen {\displaystyle r_{U,V}} nur für offene Mengen aus der topologischen Basis erklärt und obige Bedingungen nur für Basismengen gefordert werden. Man erhält daraus einen geringten Raum im Sinne obiger Definition, indem man für beliebige offene Mengen {\displaystyle U\subset X} den Ring {\displaystyle {\mathcal {O}}(U)} als projektiven Limes der {\displaystyle {\mathcal {O}}(V)} mit {\displaystyle V\subset U} und {\displaystyle V} aus der gegebenen topologischen Basis definiert.
Sind alle auftretenden Halme {\displaystyle {\mathcal {O}}_{X,x}} lokal, so spricht man von einem lokal geringten Raum. Dieser Fall ist in der algebraischen Geometrie von großer Bedeutung, wie in den Beispielen gezeigt wird.

## Beispiele
- Es sei {\displaystyle X} ein topologischer Raum und für jede offene Menge  {\displaystyle U\subset X} sei {\displaystyle {\mathcal {O}}(U)} der Ring der stetigen Funktionen {\displaystyle U\rightarrow \mathbb {K} } sowie {\displaystyle r_{U,V}} die Einschränkungsabbildung  {\displaystyle {\mathcal {O}}(U)\rightarrow {\mathcal {O}}(V),\,f\mapsto f|_{V}}. Dann ist {\displaystyle (X,{\mathcal {O}})} ein geringter Raum, man nennt ihn die Garbe der Keime stetiger Funktionen.
- Ein wichtiges Beispiel aus der algebraischen Geometrie ist der wie folgt definierte lokal geringte Raum über dem Spektrum {\displaystyle \mathrm {Spec} \,R} eines Ringes {\displaystyle R}.
  - Die Mengen {\displaystyle D(f):=\{{\mathfrak {p}}\in \mathrm {Spec} \,R;f\notin {\mathfrak {p}}\}} bilden eine topologische Basis von {\displaystyle \mathrm {Spec} \,R}, wobei {\displaystyle f} die nicht nilpotenten Elemente durchläuft; für nilpotente Elemente ist {\displaystyle D(f)=\emptyset }.
  - {\displaystyle {\mathcal {O}}_{\mathrm {Spec} \,R}(D(f)):=R_{f}} sei die Lokalisierung nach {\displaystyle f}.
  - Ist {\displaystyle D(f)\supset D(g)}, so gibt es ein {\displaystyle s\in R} mit {\displaystyle g^{n}=sf} für ein {\displaystyle \textstyle n\in \mathbb {N} ^{>0}}. Dann ist {\displaystyle \textstyle r_{D(f),D(g)}({\frac {h}{f^{m}}}):={\frac {hs^{m}}{g^{mn}}}} wohldefiniert, und erfüllt die Bedingungen eines geringten Raumes.[3]

Diesen geringten Raum nennt man ein affines Schema. Da die Ringe {\displaystyle {\mathcal {O}}_{\mathrm {Spec} \,R,{\mathfrak {p}}}=R_{\mathfrak {p}}} lokal sind, liegt ein lokal geringter Raum vor.
- Geringte Räume spielen auch in der Funktionentheorie mehrerer Veränderlicher eine wichtige Rolle. Ist {\displaystyle X\subset \mathbb {C} ^{n}} ein Gebiet, so definiert man {\displaystyle {\mathcal {O}}(U)} als den Ring der holomorphen Funktionen {\displaystyle U\rightarrow \mathbb {C} }. Im unten angegebenen Lehrbuch[4] verlangen die Autoren von einem geringten Raum  {\displaystyle (X,{\mathcal {O}})} zusätzlich, dass {\displaystyle X} hausdorffsch ist und {\displaystyle {\mathcal {O}}} in der Garbe der Keime stetiger Funktionen enthalten ist. Dort wird der Begriff des geringten Raumes also enger gefasst, ebenso in der Theorie der riemannschen Flächen.[5]

## Einschränkungen
Ist {\displaystyle (X,{\mathcal {O}}_{X})} ein geringter Raum und {\displaystyle Y\subset X} offen, so erhält man einen geringten Raum {\displaystyle (Y,{\mathcal {O}}_{Y})}, wenn man für jede offene Menge {\displaystyle U} (einer topologischen Basis) von {\displaystyle Y} festlegt, dass {\displaystyle {\mathcal {O}}_{Y}(U):={\mathcal {O}}_{X}(U)}, denn {\displaystyle U} ist ja auch eine offene Menge von {\displaystyle X}. Man nennt {\displaystyle (Y,{\mathcal {O}}_{Y})} die Einschränkung von {\displaystyle (X,{\mathcal {O}}_{X})} auf {\displaystyle Y}.

## Morphismen zwischen geringten Räumen

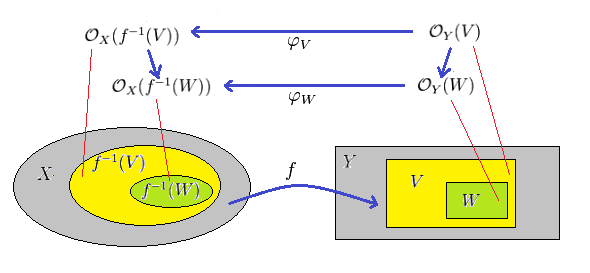
Zur Definition des Morphismus geringter Räume

Ein Morphismus zwischen geringten Räumen {\displaystyle (X,{\mathcal {O}}_{X})} und {\displaystyle (Y,{\mathcal {O}}_{Y})} ist ein Paar {\displaystyle (f,\varphi )} bestehend aus einer stetigen Abbildung {\displaystyle f:X\rightarrow Y} und einer Familie {\displaystyle \varphi =(\varphi _{V})_{V}}, wobei jedes {\displaystyle \varphi _{V}:{\mathcal {O}}_{Y}(V)\rightarrow {\mathcal {O}}_{X}(f^{-1}(V))} ein Ringhomomorphismus ist und für offene Mengen {\displaystyle V\supset W} in {\displaystyle Y} das Diagramm
kommutativ ist, wobei die Restriktionen in beiden Garben mit {\displaystyle r} bezeichnet sind. Man sagt dafür kurz, dass die Ringhomomorphismen {\displaystyle \varphi _{V}} mit den Restriktionen verträglich sind.
In der Kategorie der lokal geringten Räume verlangt man zusätzlich, dass die Ringhomomorphismen {\displaystyle \varphi _{x}\colon {\mathcal {O}}_{Y,f(x)}\to {\mathcal {O}}_{X,x}} lokal sind, das heißt das maximale Ideal von {\displaystyle {\mathcal {O}}_{Y,f(x)}} in das maximale Ideal von {\displaystyle {\mathcal {O}}_{X,x}} abbilden.
Mit diesen Morphismen erhalten wir die Kategorie geringter Räume. Man kann daher von isomorphen geringten Räumen sprechen. Das ist für manche Begriffsbildungen sehr wichtig. So definiert man ein Schema als einen geringten Raum {\displaystyle (X,{\mathcal {O}}_{X})}, in dem jeder Punkt des topologischen Raumes eine offene Umgebung besitzt, so dass die Einschränkung auf diese Umgebung isomorph zu einem affinen Schema ist.
Ganz ähnlich definiert man einen analytischen Raum als einen geringten Raum, in dem jeder Punkt eine Umgebung besitzt, so dass die Einschränkung darauf isomorph zu einem geringten Raum holomorpher Funktionen auf einer komplexen Mannigfaltigkeit im {\displaystyle \mathbb {C} ^{n}} ist.

## Modulgarben
Ist {\displaystyle (X,{\mathcal {O}})} ein geringter Raum, so ist ein {\displaystyle {\mathcal {O}}}-Modul eine Garbe {\displaystyle {\mathcal {F}}} abelscher Gruppen über {\displaystyle X}, so dass jede abelsche Gruppe {\displaystyle {\mathcal {F}}(U)} die Struktur eines {\displaystyle {\mathcal {O}}(U)}-Moduls trägt und die Restriktionen {\displaystyle \rho } der Garbe {\displaystyle {\mathcal {F}}} Modulmorphismen sind, das heißt {\displaystyle \rho _{U,V}(ax)=r_{U,V}(a)\rho _{U,V}(x)} für alle offenen Mengen {\displaystyle U\supset V}, Ringlemente {\displaystyle a\in {\mathcal {O}}(U)} und Modulelemente {\displaystyle x\in {\mathcal {F}}(U)}. Diese Objekte, die man auch Modulgarben nennt, werden in der algebraischen Geometrie und Funktionentheorie untersucht, wobei die kohärenten Garben eine wichtige Rolle spielen.

## Topologisch geringte Räume
Für eine beliebige Kategorie {\displaystyle {\mathcal {C}}} können wir topologische Räume betrachten, die mit einer {\displaystyle {\mathcal {C}}}-wertigen Garbe ausgestattet sind. Analog sind Morphismen solcher Räume definiert. Ist {\displaystyle {\mathcal {C}}} die Kategorie kommutativer topologischer Ringe, so ergibt sich die Definition topologisch geringter Räume. Ein lokal topologisch geringter Raum ist ein topologisch geringter Raum, dessen Halme (abstrakte) lokale Ringe sind. Ein Morphismus lokal topologisch geringter Räume ist ein Morphismus zwischen zwei lokal topologisch geringten Räumen, sodass die Abbildungen auf den Halmen lokale Ringhomomorphismen sind.